# Dacia Aureliană

Harta Balcanilor de nord în secolul al VI-lea pe care apare Dioceza Dacia cu provinciile sale.

Dacia Aureliană a fost provincia romană înființată de împăratul Aurelian pentru legiunile și administrația retrase în sudul Dunării, în provincia balcanică Moesia, după ce în anul 271 a decis retragerea din Dacia Traiană, nord-dunăreană. 

## Istorie
Dacia Aureliană a fost chiar de pe la începuturi împărțită în două unități administrative denumite: Dacia Ripensis și Dacia Mediterranea (Dacia din mijloc). Acest fapt este atestat de o inscripție datând din anul 283. Dacia Ripensis avea capitala Ratiaria (azi Arcear), iar Dacia Mediterranea, la Serdica (azi Sofia).
Dacia Aureliană a fost formată din "partea de răsărit a Moesiei superioare" și din "partea de apus a Moesiei inferioare" și ținea (de la vest) "cam din dreptul Orșovei" până la "vărsarea râului Oescus (azi Iskăr în Bulgaria)" în Dunăre, asta în nord, respectiv în sud "atingea cursurile râurilor Axius (azi Vardar) și Strymon (azi Struma)", incluzând aici și orașele Scupi (azi Skopje) și Pautalia (azi Kiustendil).